# Azijski kup u hokeju na travi za žene 1985.
1. službeni Azijski kup u hokeju na travi za žene se održao 1985. godine.
Krovna međunarodna organizacija pod kojom se održalo ovo natjecanje je bila Azijska hokejska federacija.

## Mjesto i vrijeme održavanja
Održalo se u južnokorejskom gradu Seulu 1985.

## Borbe za odličja
U borbe za odličja su ušle domaćinke J. Koreja, Malezija i Japan.

## Završni poredak prve četiri
| Mj. | Djevojčad |
| --- | --------- |
| 1.  | J. Koreja |
| 2.  | Japan     |
| 3.  | Malezija  |
| 4.  |           |

| Osvajačice Azijskog kupa 1985. |
| ------------------------------ |
| Južna Koreja Prvi naslov       |

## Nagrade i priznanja
| najbolji strijelac | najbolja igračica | najbolja vratarka |
| ------------------ | ----------------- | ----------------- |
|                    |                   |                   |

## Vanjske poveznice
- (engl.) Azijski kup